# Meemannavis
Meemannavis (що означає «птах Мімана») — рід орнітуроморфних птахів з ранньокрейдової (аптської) формації Сягоу провінції Ганьсу, Китай. Рід містить один вид, Meemannavis ductrix, відомий за частковим скелетом, включаючи неповний череп і шийні та грудні хребці. Нижня щелепа та кінчик верхньої щелепи голотипу Meemannavis беззубі, але зуби могли бути ближче до задньої частини верхньої щелепи.

## Найменування
Родова назва поєднує посилання на Meemann Chang, китайського палеонтолога, з латинським «avis», що означає «птах». Видова назва «ductrix» походить від латинського «ductor», що означає «лідер», у зв’язку з посадою Чанг як першої жінки-директора IVPP.